# 格奥尔基·特特雷斯库
格奥尔基·特特雷斯库（1886年11月2日—1957年3月28日），罗马尼亚政治家，2次担任罗马尼亚总理，3次担任外交部长，一次担任国防部长。他是国家自由党中新自由主义派的代表人物。一开始是扬·G·杜卡的合作者，持反共主义立场，与国家自由党领袖迪努·布勒蒂亚努、外相尼古拉·蒂图莱斯库时有冲突。他首度执政时与卡罗尔二世接近，对法西斯主义持矛盾态度。1940年同意将比萨拉比亚和北布科维纳割让给苏联，并因此辞职。
二战爆发后，他开始反对扬·安东内斯库的羅馬尼亞法西斯政府的独裁统治，并与罗马尼亚共产党结盟。他在1938年和1944年两度被国家自由党开除。1946至47年，他担任巴黎和会罗马尼亚代表团团长。后与共产党关系破裂。共产党取得政权后，他被捕，成为政治犯。获释后不久病逝。